# Geelborstkapucijnaap
De geelborstkapucijnaap (Sapajus xanthosternos) is een zoogdier uit de familie van de kapucijnapen en doodshoofdaapjes (Cebidae). De wetenschappelijke naam van de soort werd voor het eerst geldig gepubliceerd door Maximilian zu Wied-Neuwied in 1826.

## Kenmerken
Hij onderscheidt zich van de andere kapucijnapen door zijn gele tot gouden rode borst, buik en bovenarmen. 

## Verspreiding
De geelborstkapucijnaap komt voor op het Atlantisch Woud ten zuidoosten van Bahia in Brazilië.